# 18287 Verkin
18287 Verkin (tên chỉ định: 1975 TU3) là một tiểu hành tinh vành đai chính. Nó được phát hiện bởi Lyudmila Chernykh ở Đài vật lý thiên văn Crimean gần Nauchnyj, Ukraine, ngày 3 tháng 10 năm 1975. Nó được đặt theo tên Boris Ieremievich Verkin, a Ukrainian Soviet physicist.